# Vaszilij Zsirov
Vaszilij Zsirov (kazakul: Василий Жиров, oroszul: Василий Валерьевич Жиров [Vaszilij Valerjevics Zsirov]; Balkas, 1974. április 4. –) olimpiai bajnok kazak ökölvívó. Jelenleg az Amerikai Egyesült Államokban, Scottsdale-ben él.

## Amatőr eredményei
- 1992-ben megnyerte a Junior Európa-bajnokságot középsúlyban.
- 1993-ban világbajnoki bronzérmes félnehézsúlyban.
- 1995-ben világbajnoki bronzérmes félnehézsúlyban.
- 1996-ban olimpiai bajnok félnehézsúlyban.
- Megkapta az olimpia legtechnikásabb ökölvívójának járó Val Barker-díjat.

## Profi karrierje
1999. június 5-én  Arthur Williams legyőzésével lett az IBF cirkálósúlyú világbajnoka. Hét sikeres címvédés után 2003. április 26-án James Toney pontozással legyőzte, így elveszítette az címét. 2004–2005-ben nehézsúlyban próbálkozott, de kikapott a veretlen Joe Mesitől és a volt világbajnok Michael Moorertől. 2006-tól újra cirkálósúlyban versenyez, jelenleg készül a James Toney elleni visszavágóra.
41 mérkőzéséből 37-et nyert meg (31-et idő előtt), 3 veresége és 1 döntetlenje van.